# Zabereże
 Zabereże (ukr. Забережжя, Zaberezhzhya) – wieś na Ukrainie, w  obwodzie iwanofrankiwskim, w rejonie bohorodczańskim.